# Hurley Ramey
Hurley Ramey (* 1915 in Missouri; † nach 1950) war ein US-amerikanischer R&B- und Jazzgitarrist (auch Pedal-Steel-Gitarre).

## Leben
Ramey begann seine Karriere in seiner Heimatstadt Chicago bei Richard M. Jones’ Chicago Cosmopolitans, an deren Plattenaufnahmen 1935 für Decca (u. a. mit Louis Metcalf, Herschel Evans) er beteiligt war. 1936 arbeitete er u. a. mit Laura Rucker und ihren Swing Boys (mit Franz Jackson und Bill Oldham) und 1937 mit Nat King Cole in der Musikrevue Shuffle Along. Ab 1937 spielte er bei Earl Hines, in dessen Orchester er Lawrence Dixon abgelöst hatte. Seine elektrisch verstärkte Hawaiigitarre-Einlage in der Bluesnummer „Jelly, Jelly“ (1940, Bluebird 11065, mit Billy Eckstine) wirkte noch 1961 für den Down-Beat-Kritiker irritierend, sorgte aber mit dafür, den Song in den Vereinigten Staaten populär zu machen.
Ramey blieb bis 1943 bei Hines und wirkte in dieser Zeit auch bei Aufnahmen von Horace Henderson und bei einer Jamsession Anfang 1943 von Charlie Parker und Billy Eckstine (Trompete) in einem Hotel in Chicago mit. 1944 gehörte er in Chicago dem Trio des Geigers Papa John Creach an. Ab 1946 wirkte er bei Plattenaufnahmen von Prince Cooper, Tom Archia, Dinah Washington, Lil Green, Nellie Lutcher, Miff Mole, Jump Jackson und zuletzt 1951 in New York bei Sonny Thompson („Sunshine Blues“) beteiligt. Der Diskograf Tom Lord führt zwischen 1935 und 1951 seine Mitwirkung an 25 Aufnahmesessions auf.  In den 1950er-Jahren spielte Ramey in Chicago noch bei Duke Groner.